# Bundesautobahn 62
De Bundesautobahn 62 (kortweg A62) is een Duitse autosnelweg in het zuidwesten van Duitsland. De A62 vormt een verbindingsweg tussen de A1 en A8 en daarmee tussen de Eifel/Luxemburg en de Rhein-Neckar-Regio.
Het wegvak tussen het Dreieck Nonnweiler en Kreuz Landstuhl-West is volledig als vierstrooksweg met vluchtstroken uitgevoerd. Vanaf Landstuhl is de A62 grotendeels als tweestrooksweg uitgevoerd tot het einde van de A62 bij Pirmasens. Dit gedeelte is dan ook geen autosnelweg, maar een autoweg. Opvallend is daardoor dat er op het tweestrooksgedeelte wel tol wordt geheven voor het vrachtverkeer. De reden hiervan is dat ook het tweestrooksgedeelte genummerd is als A62, en dus niet apart als Bundesstraße genummerd is. Dit is een van de regels voor het innen van tol, ongeacht of de weg ook daadwerkelijk een autosnelweg is.
Bij Pirmasens gaat de autosnelweg in westelijke richting verder als A8 richting Saarbrücken en Luxemburg. Daarnaast sluit hier ook de B10 aan uit de richting Landau/Karlsruhe.